# Islote Thornton
Die Islote Thornton (spanisch) ist eine Insel im Archipel der Südlichen Shetlandinseln. Sie liegt vor dem nordöstlichen Ende der Marian Cove von King George Island.
Chilenische Wissenschaftler benannten sie nach Leutnant George Thornton M., Hydrograph auf der Yelcho bei der 25. Chilenische Antarktisexpedition (1970–1971).